# Геликон-опера

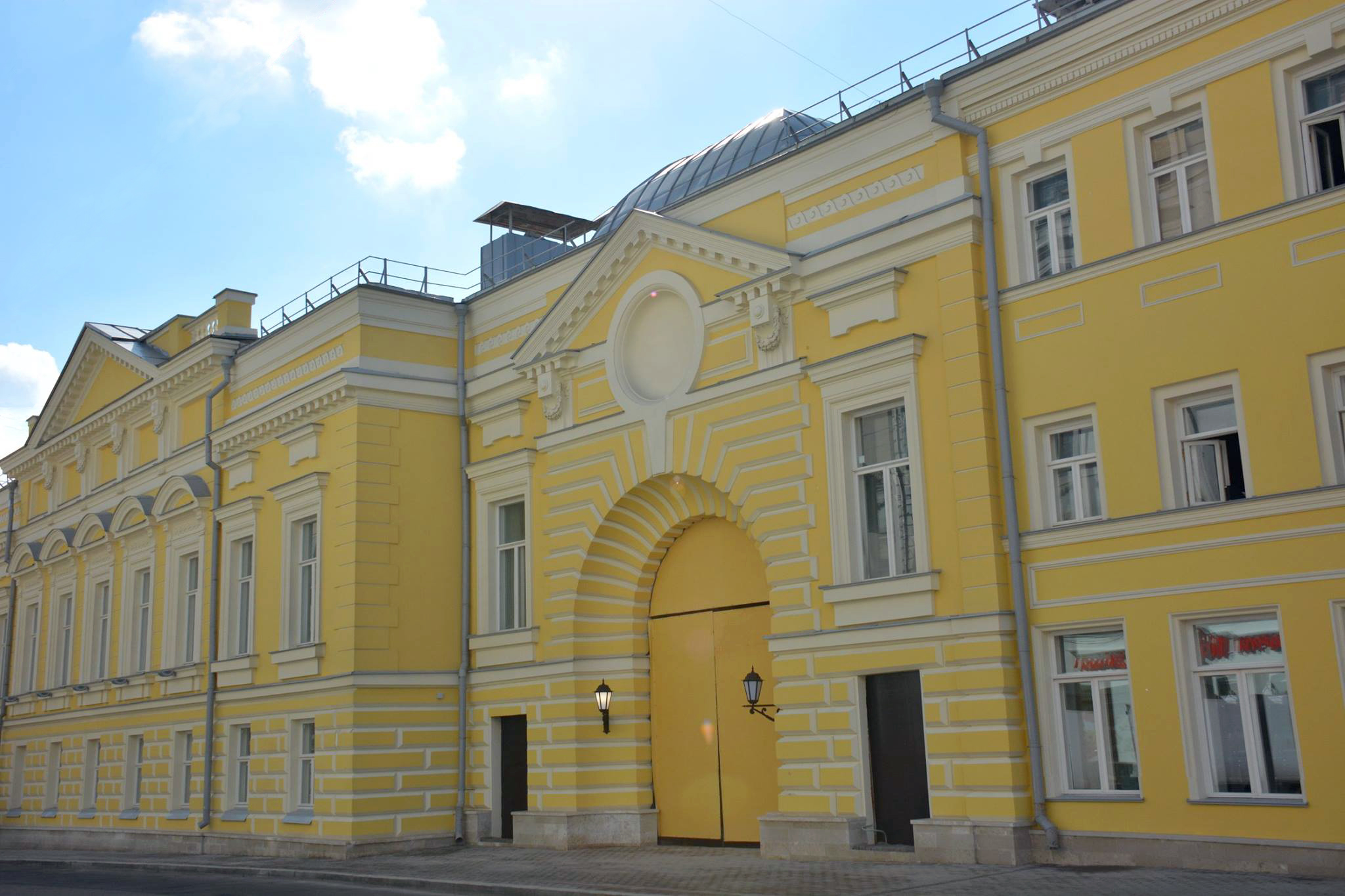
Фасад здания театра «Геликон-опера» на Большой Никитской, 19/16

Московский музыкальный театр «Геликон-опера» — музыкальный театр в Москве, созданный в 1990 году.

## О театре
Московский музыкальный театр «Геликон-опера» был создан 10 апреля 1990 года. Его основателем является Дмитрий Александрович Бертман. У истоков создания театра также стоял Кирилл Тихонов — дирижёр, народный артист СССР, который стал главным дирижёром и музыкальным руководителем театра.
В коллектив постановщиков театра входят:
- народный артист СССР Владимир Федосеев;
- народный артист России Владимир Понькин;
- главные художники — заслуженные художники России Игорь Нежный и Татьяна Тулубьева;
- художник по свету — заслуженный деятель искусств России Дамир Исмагилов;
- хореограф — лауреат международных конкурсов Эдвальд Смирнов;
- главный хормейстер — Евгений Ильин.

Труппа «Геликона» превышает 500 человек. За сезон театр дает более 300 спектаклей. В репертуаре театра свыше 75 постановок.
Совместно с Департаментом культуры города Москвы раз в два года театром «Геликон-опера» проводится Международный конкурс молодых оперных режиссёров "Нано-опера.

## Здание театра
История усадьбы Шаховских-Глебовых-Стрешневых на Большой Никитской улице восходит ко времени генерал-аншефа Ф. И. Глебова. В XIX веке здесь уже находился театр, где выступали французские и итальянские актеры, а также труппа Венской оперетты. В начале XX века здесь была открыта камерная сцена.

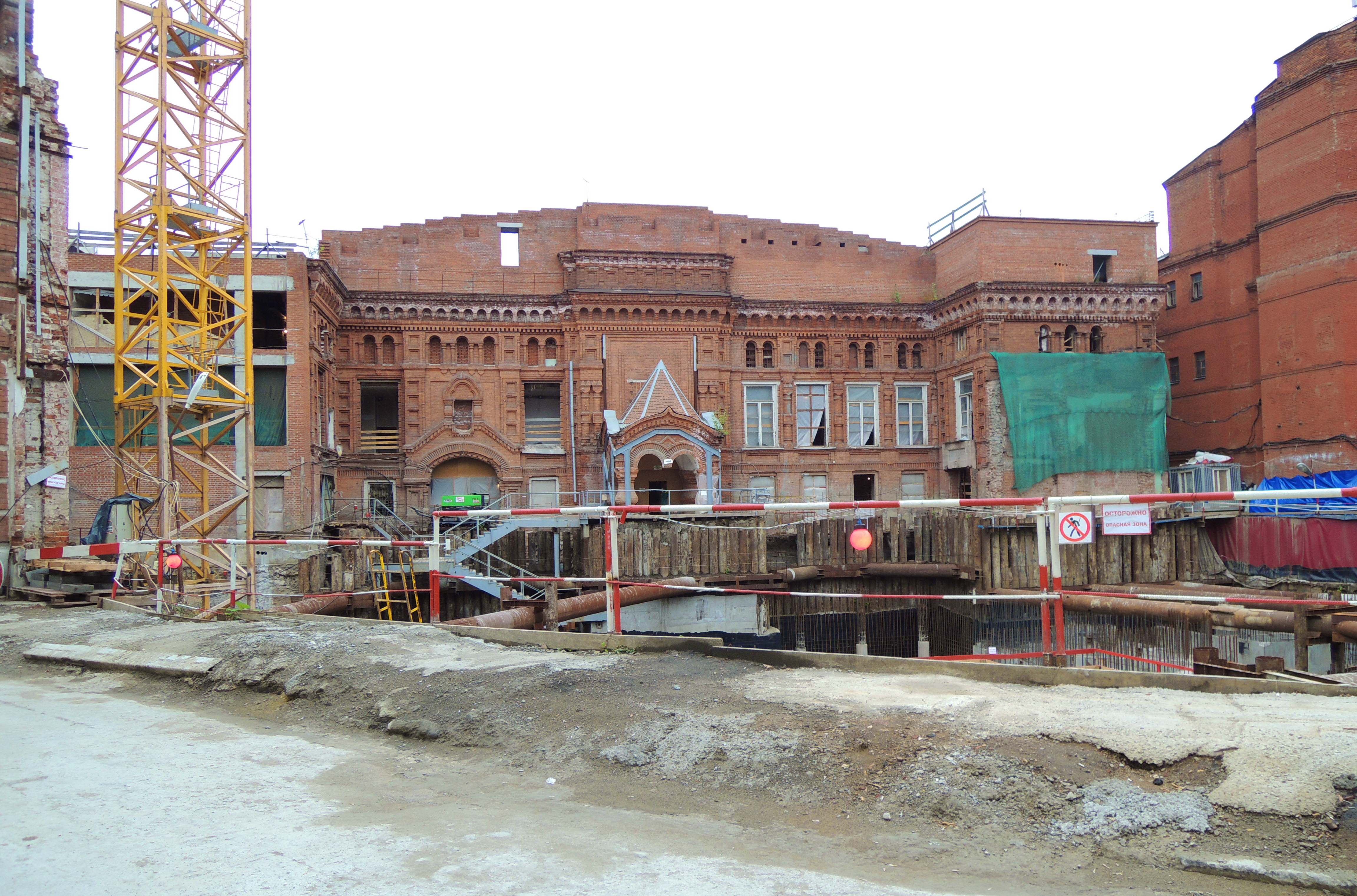
Строительные работы на участке, переданном театру.

В 2000-х годах правительство Москвы приняло решение отдать памятник архитектуры театру «Геликон-опера». Проект был разработан в 2006 году группой архитекторов «Моспроекта-4» под руководством Андрея Бокова. С 2007 года начались работы по адресу Большая Никитской, д. 19/16, стр. 1 и стр. 2. Уничтожение исторических построек ради строительства нового здания подверглось жёсткой критике со стороны общественного движения «Архнадзор».
Во время работ «Геликон-опера» ставила спектакли в театральном зале на Новом Арбате, 11, где ранее размещался театр «Et cetera». В 2015 году театр открылся на Большой Никитской, 19/16.

## Руководители
- Художественный руководитель, главный режиссёр — народный артист России Д. А. Бертман
- Музыкальный руководитель и главный приглашённый дирижёр — народный артист СССР В. И. Федосеев
- Главный дирижёр — Кирьянов, Валерий Александрович
- Главный хормейстер — Ильин, Евгений Михайлович
- Заведующий оперной труппой — Качура Елена Юрьевна

## Труппа

#### Солисты
- Майя Барковская (сопрано)
- Алиса Гицба (сопрано)
- Анна Гречишкина (сопрано)
- Инна Звеняцкая (сопрано)
- Наталья Загоринская (сопрано)
- Марина Калинина (сопрано)
- Марина Карпеченко (сопрано)
- Елена Михайленко (сопрано)
- Екатерина Облезова (сопрано)
- Анна Пегова (сопрано)
- Лидия Светозарова (сопрано)
- Елена Семёнова (сопрано)
- Светлана Создателева (сопрано)
- Ольга Толкмит (сопрано)
- Ольга Щеглова (сопрано)
- Юлия Щербакова (сопрано)
- Эльнара Мамедова (сопрано)
- Ирина Окнина (сопрано)
- Елизавета Кулагина (сопрано)
- Ксения Вязникова (меццо-сопрано)
- Валентина Гофер (меццо-сопрано)
- Александра Ковалевич (меццо-сопрано)
- Лариса Костюк (меццо-сопрано)
- Мария Масхулия (меццо-сопрано)
- Юлия Никанорова (меццо-сопрано)
- Ирина Рейнард (меццо-сопрано)
- Ольга Спицына (меццо-сопрано)
- Иван Гынгазов (тенор)
- Василий Ефимов (тенор)
- Вадим Заплечный (тенор)
- Вадим Летунов (тенор)
- Игорь Морозов (тенор)
- Дмитрий Пономарёв (тенор)
- Виталий Серебряков (тенор)
- Михаил Серышев (тенор)
- Пётр Соколов (баритон)
- Дмитрий Хромов (тенор)
- Шота Чибиров (тенор)
- Сергей Абабкин (тенор)
- Константин Бржинский (баритон)
- Михаил Давыдов (баритон)
- Алексей Исаев (баритон)
- Пётр Морозов (баритон)
- Михаил Никаноров (баритон)
- Максим Перебейнос (баритон)
- Сергей Топтыгин (баритон)
- Дмитрий Янковский (баритон)
- Петр Соколов (баритон)
- Алексей Дедов (бас)
- Михаил Гужов (баритон)
- Георгий Екимов (бас)
- Александр Киселёв (баритон)
- Дмитрий Овчинников (бас) †
- Дмитрий Скориков (баритон)
- Григорий Соловьев (бас)
- Алексей Тихомиров (бас)
- Станислав Швец (бас)

Артистка балета: Ксения Лисанская

Приглашенные солисты
- Марина Андреева (сопрано)
- Куинджи Татьяна (сопрано)
- Ирина Самойлова (сопрано)
- Елена Ионова (меццо-сопрано)
- Дмитрий Башкиров (тенор)
- Андрей Паламарчук (тенор)
- Давид Посулихин (тенор)
- Николай Дорожкин (тенор)
- Иван Волков (тенор)

#### Хор
Хор театра был организован в 1991 году Татьяной Громовой, выпускницей РАМ им. Гнесиных. В первый состав вошли выпускники Музыкальной академии имени Гнесиных и Московской консерватории П. И. Чайковского.
Сейчас хор насчитывает около 60 артистов. В программах хора можно услышать произведения как русских классиков (Алябьева, Даргомыжского, Чайковского, Рахманинова), так и зарубежных (Перголези, Вивальди, Моцарта, Форе, Верди).
Руководит хором Евгений Ильин.

#### Оркестр
Оркестр театра состоит из более чем 100 профессиональных музыкантов под руководством народного артиста России профессора Кирилла Тихонова, первого главного дирижёра театра.
Оркестром театра также дирижировали Геннадий Рождественский, Мстислав Ростропович, Сергей Стадлер, Евгений Бражник, Джуллиан Галант, Ричард Брэдшоу, Доминик Руитс, Антонелло Аллеманди, Теодор Курентзис, Александр Сладковский.
С 2002 по 2017 год оркестром руководил народный артист России Владимир Александрович Понькин.
В 2018 году главным дирижёром театра стал Валерий Кирьянов.
Артистами руководят концертмейстеры.

## Репертуар
- «Кольцо нибелунга» Р. Вагнер
- «Аида» Дж. Верди
- «Актеон» М. А. Шарпантье
- «Альфа и Омега» Г. Шохат
- «Аполлон и Гиацинт» В. А. Моцарт
- «Арлекин» Ф. Бузони
- «Бал Маскарад» Дж. Верди
- «Большая молния» Д. Д. Шостакович
- «Борис Годунов» М. П. Мусоргский
- «В гостях у оперной сказки» (спектакль для детей)
- «Вампука, невеста африканская» В. Г. Эренберг
- «Волшебная флейта» В. А. Моцарт
- «Гершвин-Гала» (оперно-джазовое шоу по мотивам произведений Джорджа Гершвина)
- «Диалоги кармелиток» Ф. Пуленк
- «Доктор Гааз» А. Ю. Сергунин
- «Дон Паскуале» Г. Доницетти
- «Евгений Онегин» П. И. Чайковский
- «Женитьба Фигаренко» М. Л. Таривердиев
- «Запрет на любовь» Р. Вагнер
- «Золотой петушок» Н. А. Римский-Корсаков
- «Золушка» Л. М. Вайнштейн
- «Иоланта» П. И. Чайковский
- «Калинка-опера» (гала-концерт русских песен)
- «Кальмания» (гала-концерт к 130-летию Имре Кальмана)
- «Каменный гость» А. С. Даргомыжский
- «Кармен» Ж. Бизе
- «Кащей Бессмертный» Н. А. Римский-Корсаков
- «Кофейная кантата» И. С. Бах
- «Крестьянская кантата» И. С. Бах
- «Леди Макбет Мценского уезда» Д. Д. Шостакович
- «Летучая мышь» И. Штраус
- «Лулу» А.Берг
- «Любовь к трём апельсинам» C. С. Прокофьев
- «Мавра» И. Ф. Стравинский
- «Мазепа» П. И. Чайковский
- «Мистер Георг Отс» (музыкальный спектакль к 100-летию Георга Отса)
- «Милосердие Тита» В. А. Моцарт
- «Мнимая садовница» В. А. Моцарт
- «Моцарт и Сальери. Реквием» Н. А. Римский-Корсаков, В. А. Моцарт
- «Набукко» Дж. Верди
- «Новый год в сказочном городе» (новогодний спектакль для детей)
- «Орландо, Орландо» (спектакль по опере «Орландо» Г. Ф. Генделя)
- «Паяцы» Р. Леонкавалло[6]
- «Пётр Великий» Андре Гретри
- «Пигмалион» Л. Керубини
- «Пиковая дама» П. И. Чайковский
- «Пирам и Фисба» Джон Фредерик Лэмп
- «Прекрасная Елена» Ж. Оффенбах
- «Распутин» Джей Риз
- «Рита, или Любить по-русски» Г. Доницетти
- «Русалка» А. Дворжак
- «Садко» Н. А. Римский-Корсаков
- «Свадьба Фигаро» В. А. Моцарт
- «Севильский цирюльник» Дж. Россини
- «Семь смертных грехов» К. Вайль
- «Сибирь» У. Джордано
- «Сказки Гофмана» Ж. Оффенбах
- «Служанка-госпожа» Дж. Перголези
- «Снежная королева. Глобальное потепление» (новогодний спектакль для детей)
- «Соловей» И. Стравинский
- «Сон в зимнюю ночь» (новогодний спектакль для детей)
- «Средство Макропулоса» Л. Яначек
- «Тоска» Дж. Пуччини
- «Травиата» Дж. Верди
- «Трубадур» Дж. Верди
- «Туда и обратно» П. Хиндемит
- «Турандот» Дж. Пуччини
- «Упавший с неба» C.С. Прокофьев
- «Фальстаф» Дж. Верди
- «Царица» Д. Тухманова
- «Царская невеста» Н. А. Римский-Корсаков
- «Чаадский» А. Маноцков (режиссёр К. Серебренников)
- «Человеческий голос» Ф. Пуленк
- «Школа снегурочек» (новогодний спектакль для детей)
- «Шостакович вместо сумбура» (музыкальный спектакль к 110-летию со дня рождения Д. Шостаковича)

## Награды

### «Золотая маска»
Театр «Геликон-опера» неоднократно получал премию «Золотая маска» в разных номинациях.
- Лауреаты премии за 1998 год в номинациях:
  - Лучшая работа режиссёра: Дмитрий Бертман — «Кармен» Ж. Бизе
  - Лучшая женская роль: Наталья Загоринская (Кармен) — «Кармен» Ж. Бизе
- Лауреаты премии за 1999 год в номинациях:
  - Лучший спектакль: «Царская невеста» Н. А. Римский-Корсаков
  - Лучшая работа режиссёра: Дмитрий Бертман — «Сказки Гофмана» Ж. Оффенбах
- Лауреаты премии за 2000 год в номинациях:
  - Премия «Новация (музыкальный театр)» — «Голоса незримого» И. Барданашвили, А. Щетинский, В. Кобекин
- Лауреаты премии за 2001 год в номинациях:
  - Лучший спектакль: «Леди Макбет Мценского уезда» Д. Шостакович
  - Лучшая работа дирижёра: Владимир Понькин — «Леди Макбет Мценского уезда» Д. Шостакович
  - Лучшая работа режиссёра: Дмитрий Бертман — «Леди Макбет Мценского уезда» Д. Шостакович
  - Лучшая женская роль: Анна Казакова (Екатерина Измайлова) — «Леди Макбет Мценского уезда» Д. Шостакович
- Лауреаты премии за 2003 год в номинациях:
  - Лучшая работа дирижёра: Владимир Понькин — «Лулу» А. Берг
- Лауреаты премии за 2018 год в номинациях:
  - Лучшая работа режиссёра: Кирилл Серебренников — «Чаадский» А. Маноцков

### «Гвоздь сезона»
- «Гвоздь сезона» 2003: «Хрустальный гвоздь» — «Средство Макропулоса» Л. Яначек
- «Гвоздь сезона» 2004: Главный приз «Большой хрустальный гвоздь» — «Диалоги кармелиток» Ф. Пуленк
- «Гвоздь сезона» 2005: «Хрустальный гвоздь» — «Упавший с неба» С. Прокофьев
- «Гвоздь сезона» 2018: Главный приз «Большой хрустальный гвоздь» — «Турандот» Дж. Пуччини

### Другие награды
- 2021 — Онлайн-кинофестиваль «Дубль дв@». Телеверсия спектакля «Золушка» Л. Вайнштейна — лауреат в номинации «Театральный антракт»
- 2020 — Онлайн-кинофестиваль «Дубль дв@». Телеверсия спектакля «Турандот» Дж. Пуччини — лауреат в номинации «Театральный антракт»
- 2020 — V Российская Национальная оперная премия «Онегин». "ММТ «Геликон-опера» стал лауреатом в номинации «Театр»
- 2017 — II Российская Национальная оперная премия «Онегин». В номинации «Состав» премии удостоен спектакль «Турандот» Дж. Пуччини. Спецприз экспертного Совета — Диплом II Национальной оперной премии «Онегин» — «Лучший оперный хор».
- 2017 — Премия национальной газеты «Музыкальное обозрение». В номинации «Спектакль года — опера» премии удостоен спектакль «Чаадский».
- 2015 — благодарность министра культуры Российской Федерации В. Р. Мединского за большой вклад в развитие музыкального искусства, достигнутые творческие успехи и в связи с 25-летием со дня основания театра.
- 2013 — благодарность ОАО «Международный аэропорт Внуково» коллективу Московского музыкального театра «Геликон-опера» и его художественному руководителю Дмитрию Бертману за участие в Первом ежегодном музыкальном фестивале «Серебряные птицы».
- 2010 — благодарность президента Российской Федерации Д. А. Медведева за большой вклад в развитие отечественного музыкального искусства и достигнутые творческие успехи коллективу театра.
- 2010 — благодарность Мэра Москвы Ю. М. Лужкова коллективу театра за большие творческие достижения в развитии музыкального искусства.
- В 2000 году театр «Геликон-Опера» стал лауреатом Московского оперного фестиваля.

## Международное признание
Дмитрий Бертман поставил множество спектаклей как в России, так и за рубежом — в Эстонии, Испании, Франции, Германии, Дании, Ирландии, Австрии, Швеции, Канаде и даже Новой Зеландии. 23 февраля 2008 года Д. А. Бертман получил эстонский Орден Земли Святой Марии (Крест Маарьямаа) IV степени за постановку в таллинском театре «Эстония» антифашистской оперы «Валленберг» Эркки-Свен Тюйра. Дмитрий Бертман является лауреатом Государственной премии Эстонии и премии Эстонского театрального союза.
«Летучая мышь», поставленная Мстиславом Ростроповичем в Эвиане в 2000 году, стала настоящим событием в мире театра и музыки. Были представлены публике «Аида» в Страсбурге на фестивале Дж. Верди (2001), «Норма» в Сантандере (2004), «Набукко» в Париже и Дижоне (2004).
«Геликон-Опера» часто выступает на сцене парижской «Опера де Масси».
C 2005 года практически ежегодно «Геликон-Опера» принимает участие в международных фестивалях (Венгрия, Мишкольц) и Birgitta (Эстония, Таллин).
Гастроли по городам Австрии, Великобритании, Франции, Испании, США и других стран освещаются в рецензиях крупных мировых изданий: «The Financial Times», «Le Monde», «The Independent», «Washington Post», «Le Figaro», «Herald Tribune».

## Награды
- Благодарность Президента Российской Федерации (14 февраля 2010 года) — за большой вклад в развитие отечественного музыкального искусства и достигнутые творческие успехи[11].